# Arnulf III Nieszczęśliwy
Arnulf III Nieszczęśliwy (ur. ok. 1055, zm. 22 lutego 1071) – hrabia Flandrii i Hainaut (jako Arnulf I, najstarszy syn hrabiego Baldwina VI i Rychildy z Hainaut).
Hrabstwa Flandrii i Hainaut odziedziczył po śmierci ojca w 1070 r. Rychło musiał jednak stawić czoła rebelii swojego stryja, Roberta Fryzyjskiego, który zgłosił swoje pretensje do hrabstwa Flandrii. Arnulfa poparł jego kuzyn, król Francji Filip I. Do decydującej bitwy doszło 22 lutego 1071 r. pod Cassel. Bitwa zakończyła się zwycięstwem Roberta. Arnulf zginął na polu bitwy.
Nigdy się nie ożenił i nie pozostawił potomstwa. Po jego śmierci rozpadła się unia Flandrii i Hainaut. Hrabią Flandrii został Robert Fryzyjski, natomiast Hainaut odziedziczył młodszy brat Arnulfa, Baldwin II.